# Haliclona stirpescens
Haliclona stirpescens är en svampdjursart som först beskrevs av Topsent 1925.  Haliclona stirpescens ingår i släktet Haliclona och familjen Chalinidae. Inga underarter finns listade i Catalogue of Life.